# Wuhai
| Mongolische Bezeichnung | Mongolische Bezeichnung |
| ----------------------- | ----------------------- |
| Mongolische Schrift:    | ᠦᠬᠠᠧ ᠬᠣᠲ                |
| Transliteration:        | üqai qota               |
| Kyrillische Schrift:    | Ү-хай                   |
| ISO-Transliteration:    | Ù-haj                   |
| Transkription:          | Ü-chaj                  |
| Chinesische Bezeichnung |                         |
| Traditionell:           | 烏海市                  |
| Vereinfacht:            | 乌海市                  |
| Pinyin:                 | Wūhǎi Shì               |
| Wade-Giles:             | Wu-hai Shih             |

Lage der Stadt Wuhai im Autonomen Gebiet Innere Mongolei

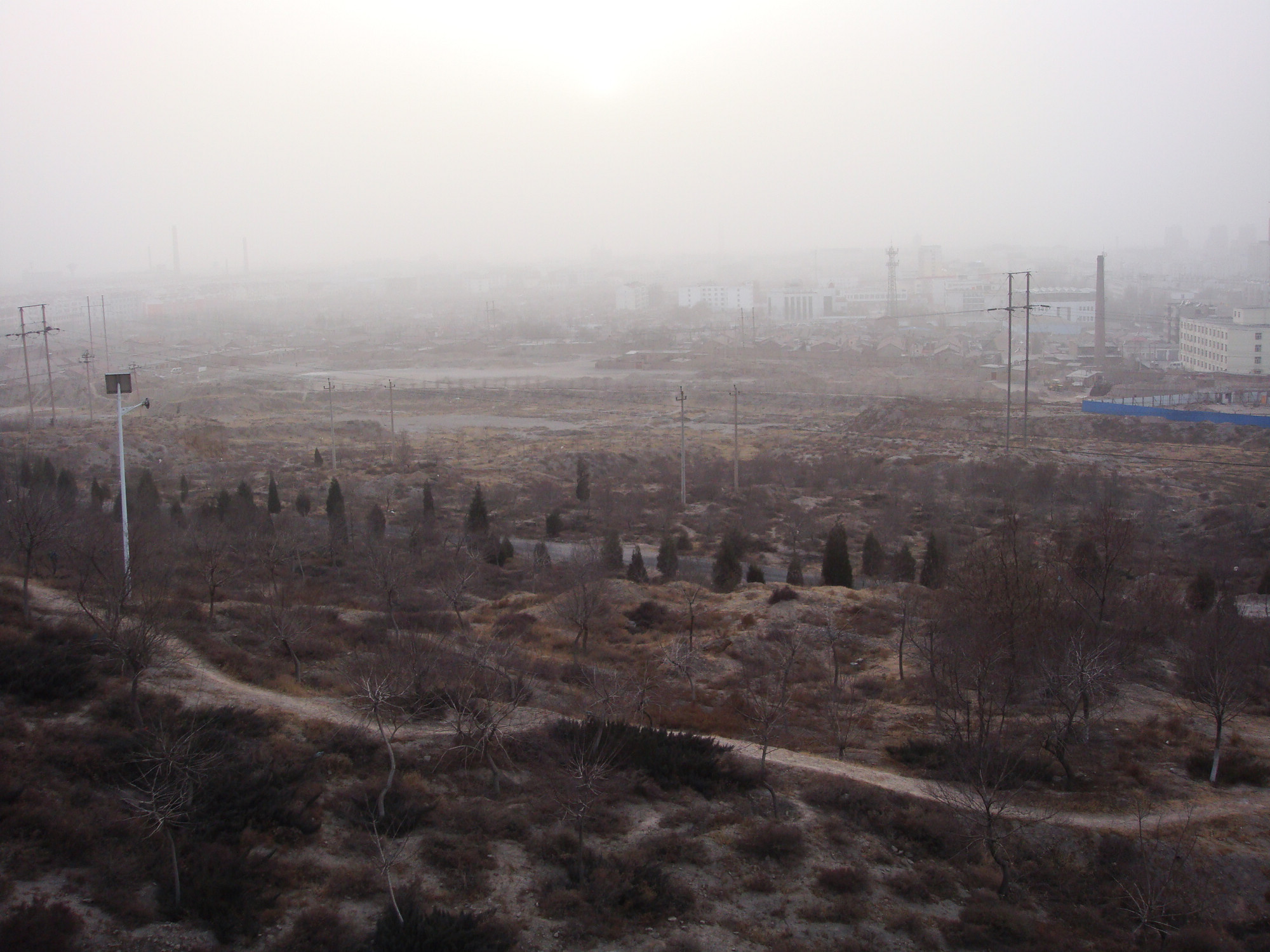
Blick über Wuhai

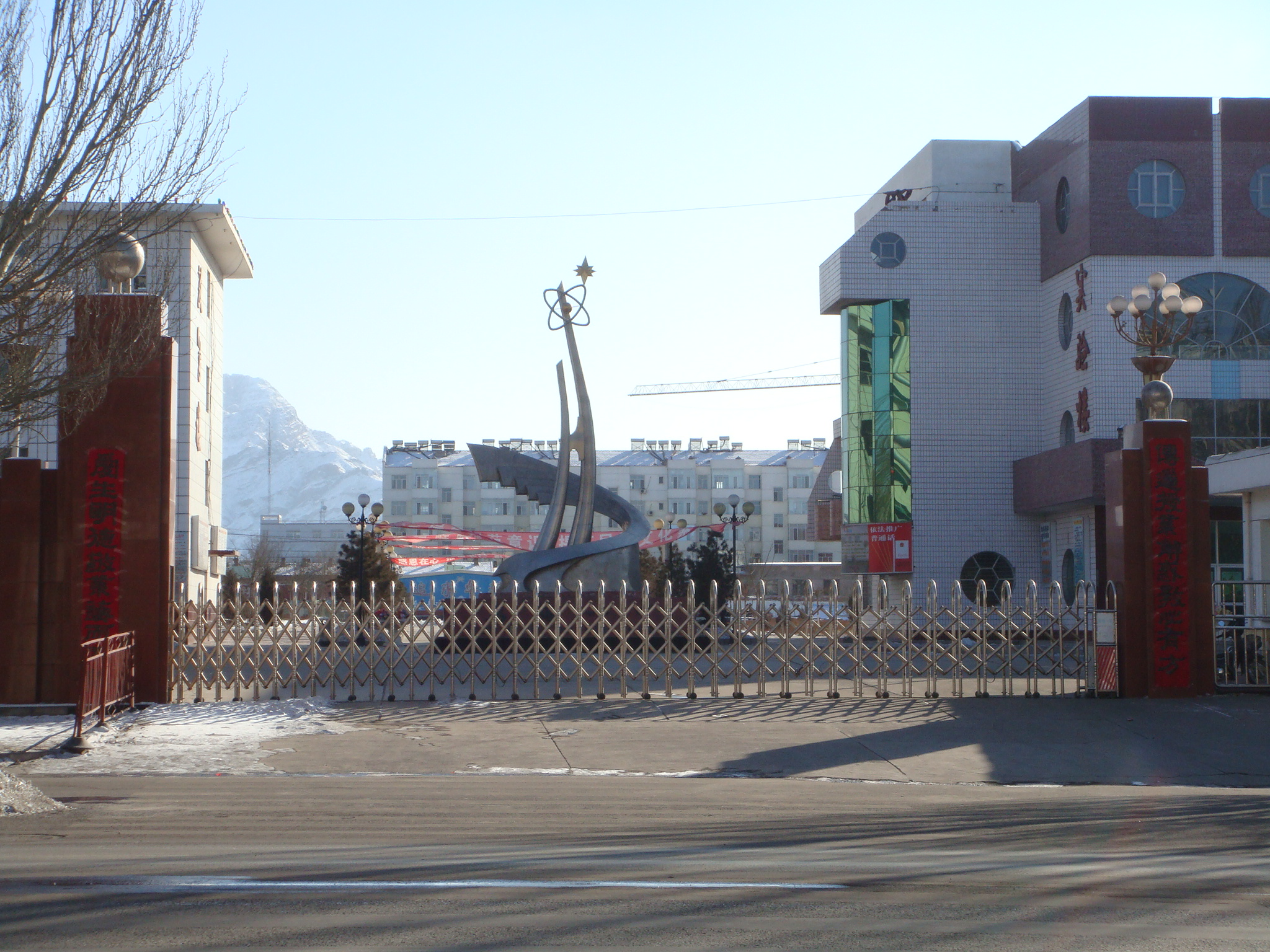
Erste Mittelschule in Wuhai

Wuhai ist eine  bezirksfreie Stadt im Autonomen Gebiet Innere Mongolei der Volksrepublik China. Die Stadt liegt am Huang He. Wuhai heißt übersetzt schwarzes Meer und ist seit 1976 eine Stadt.

## Administrative Gliederung
Auf Kreisebene setzt sich Wuhai aus drei Stadtbezirken zusammen. Diese sind:
- Stadtbezirk Haibowan (海勃湾区), 529 km², 200.000 Einwohner;
- Stadtbezirk Hainan (海南区), 1.005 km², 100.000 Einwohner;
- Stadtbezirk Wuda (乌达区), 220 km², 130.000 Einwohner.

### Ethnische Gliederung der Bevölkerung Wuhais (2000)
Wuhai hat eine Gesamtfläche von 1.754 km² und laut Zensus (2000) 427.553 Einwohner (Bevölkerungsdichte: 243,76 Einwohner/km²).
| Name des Volkes | Einwohner | Anteil  |
| --------------- | --------- | ------- |
| Han             | 400.971   | 93,78 % |
| Mongolen        | 13.904    | 3,25 %  |
| Hui             | 7.944     | 1,86 %  |
| Mandschu        | 4.063     | 0,95 %  |
| Daur            | 129       | 0,03 %  |
| Koreaner        | 98        | 0,02 %  |
| Tibeter         | 87        | 0,02 %  |
| Zhuang          | 68        | 0,02 %  |
| Xibe            | 56        | 0,01 %  |
| Sonstige        | 233       | 0,06 %  |